# Zurdi
Carlos Horacio González González (Gijón, Asturias, España, 30 de marzo de 1963), conocido como Zurdi, es un exfutbolista español que jugaba como delantero. Actualmente es el fisioterapeuta del Valencia Club de Fútbol.

## Trayectoria
Formado en los equipos de fútbol base del Colegio Inmaculada, se incorporó al Sporting Atlético en 1979. En la temporada 1982-83 pasó a formar parte de la plantilla del Real Sporting de Gijón y debutó en Primera División el 4 de septiembre de 1982 en un encuentro disputado ante el C. D. Málaga. En 1988, fue traspasado al Valencia C. F. y, en 1991, fichó por el C. E. Sabadell F. C. Dio por concluida su carrera deportiva en el Real Avilés Industrial C. F. al término de la temporada 1993-94.

### Tras su retirada
Tras abandonar la práctica del fútbol, estudió fisioterapia en la Universidad de Valencia y ejerció durante más de una década como fisioterapeuta de los equipos de fútbol base del Club de Fútbol Cracks. En julio de 2013 se incorporó al Villarreal C. F. con el equipo técnico del entrenador Marcelino García Toral y en junio de 2017 fichó por el Valencia C. F., también con Marcelino.

## Selección nacional
Fue internacional con la selección española en categoría sub-21.

## Clubes
| Club                         | País   | Año       |
| ---------------------------- | ------ | --------- |
| Sporting Atlético            | España | 1979-1982 |
| Real Sporting de Gijón       | España | 1980-1988 |
| Valencia C. F.               | España | 1988-1991 |
| C. E. Sabadell F. C.         | España | 1991-1992 |
| Real Avilés Industrial C. F. | España | 1992-1994 |